# The Sadness
The Sadness ist das Filmdebüt des Kanadiers Rob Jabbaz, der Regie führte und das Drehbuch schrieb.
Es handelt sich um einen in Taiwan spielenden Horrorfilm, der Berant Zhu und Regina Lei als ein Paar zeigt, das versucht, inmitten einer Pandemie, die die Menschen zu gewalttätigen Verrückten macht, wieder zueinander zu finden.

## Handlung
Jim und Kat sind ein junges Paar. Sie erwachen an einem normalen Morgen in der taiwanesischen Stadt Taipeh. Währenddessen wird in den Nachrichten vom Alvin-Virus berichtet, das einige als grippeähnliche Krankheit abtun, während andere vor gefährlichen Mutationen warnen. Nach einer kurzen Meinungsverschiedenheit fährt Jim seine Freundin, die in die Arbeit muss, zum Bahnhof. Auf dem Rückweg wird er Zeuge einer Gewalttat in einem Café, bei der ein Angestellter von einer alten Frau mit heißem Frittierfett übergossen wird. In der Folge werden immer mehr Menschen verrückt und verletzen, töten oder vergewaltigen andere. Jim kann dem Chaos knapp entkommen, macht sich aber nun auf, Kat zu finden. Diese ist zur selben Zeit in der Bahn, wo sie von einem aufdringlichen älteren Herren angesprochen wird. Als auch im Zug ein Blutbad entsteht, kann sie sich retten, wird aber von dem Mann fortan verfolgt. Mit einer weiteren Passagierin flieht Kat in ein Krankenhaus, doch auch dort ist niemand sicher. Immerhin kann sie dort per Handy Kontakt mit Jim aufnehmen, der zu ihr kommen will. Als sie erneut von dem Mann aus der Bahn attackiert wird, gelingt es Kat, ihn zu töten. Sie erhält Hilfe von einem Arzt, der sie Tests unterzieht und ihr sagt, dass sie vermutlich immun gegen das Virus ist. Der Arzt fordert die Evakuierung durch einen Hubschrauber an und will Kat mitnehmen, um durch sie ein Gegenmittel zu entwickeln, doch bevor dieser eintrifft, erreicht auch Jim das Krankenhaus. Dieser hat sich inzwischen allerdings auch verwandelt und tötet den Arzt. Kat gelingt es, Jim durch eine geschlossene Tür von sich fernzuhalten, woraufhin sie sich mitanhören muss, was Jim gerne alles mit ihr anstellen würde. Als sie kurze Zeit später Geräusche eines Hubschraubers vernimmt, stürmt sie eine Treppe hinauf aufs Dach, woraufhin Schüsse zu hören sind.

## Veröffentlichung
The Sadness wurde am 22. Januar 2021 in Taiwan veröffentlicht. Seine internationale Premiere feierte er auf dem 74. Locarno International Film Festival in der Schweiz am 12. August 2021. Seine Deutschlandpremiere hatte er im Herbst 2021 in verschiedenen Städten auf dem Fantasy Filmfest.
In Deutschland wurde eine Freigabe der FSK aufgrund der drastischen Gewaltdarstellung zuerst abgelehnt. Erst nach der zweiten Berufung wurde dem Film dann eine Freigabe erteilt. Für die Heimkinoauswertung wurde die Freigabe allerdings verweigert, sodass der Film mit einer leichten SPIO/JK-Freigabe veröffentlicht wurde.

## Kritik
Der Film wurde von Kritikern positiv aufgenommen.
Bei Rotten Tomatoes waren 95 Prozent der 22 ausgewerteten Kritiken positiv. Auf IMDb.com hat der Film derzeit eine durchschnittliche User-Wertung von 6,4/10.
Die Genrefilm-Publikation Neon Zombie schrieb, dass The Sadness „ein Film voller Hass und Wut, Primitivität und gnadenloser Härte [ist], der mit seinen teils poppig-bunten Bildern auf den Zuschauer im Kinosaal unaufhörlich einschlägt“. Das Online-Magazin ThrillAndKill.com bewertet den Film mit 10 von 10 Punkten und nannte The Sadness „einen erfrischend direkten, harten und geschmacklosen Film“.
Die Seite Film-Rezensionen.de vergab 8 von 10 Punkten. Dort nennt man The Sadness einen Film, „der sowohl durch seine Effekte punkten kann wie auch seine Darsteller“.

## Auszeichnungen
Der Film wurde auf dem Fantasia International Film Festival 2021 mit dem New Flesh Award for Best First Feature ausgezeichnet.